# 拉巴兹湖
拉巴兹湖是俄羅斯中北部的大型淡水湖，位於克拉斯諾亞爾斯克邊疆區內，屬於哈坦加河流域的一部分，海拔高度47米，面積470平方公里。